# História da Suíça

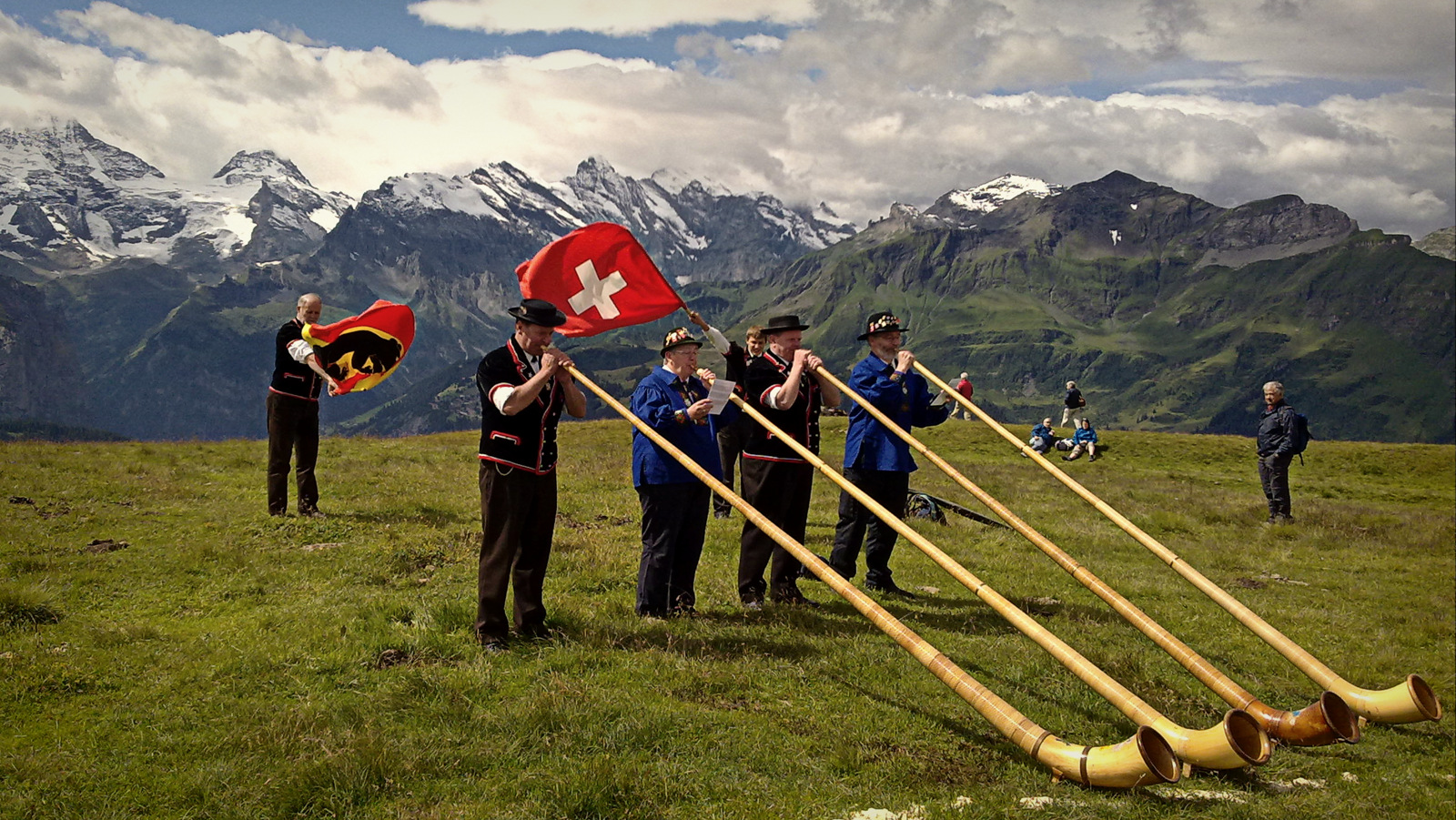
Habitantes da Suíça a tocar a trompa alpina.

Desde 1848, a Confederação Suíça tem sido um estado federal de cantões relativamente independentes, alguns dos quais têm permanecido confederados desde mais de sete séculos, podendo considerar-se uma das repúblicas mais antigas do mundo.
Os primeiros anos da história da região estão ligados à cultura alpina. A Suíça foi habitada por gauleses e récios e passou a estar sob o governo romano no século I a.C. A cultura galo-romana foi amalgamada com a influência germânica durante a Antiguidade Tardia, quando a parte mais a este da Suíça se tornou em território alamano. A zona da Suíça foi incorporada no Reino Franco no século VI. Durante o período da Alta Idade Média, a zona mais este passou a pertencer ao Ducado da Suábia, no Sacro Império Romano-Germânico, enquanto que a zona oeste pertencia ao Reino da Borgonha. 
Durante o período medieval tardio, a Antiga Confederação Helvética (os Oito Cantões) conseguiram a sua independência da Casa de Habsburgo e do Reino da Borganha e, durante as Guerras Italianas, conquistou territórios a sul dos Alpes que pertenciam ao Ducado de Milão. A Reforma Suíça dividiu a Confederação e levou a um longo historial de conflitos internos entre os Treze Cantões no início da Era Moderna. Após a Revolução Francesa, a Suíça foi invadida pela França em 1798 e foi reformada, tendo-se tornado da República Helvética, um estado cliente de França. A Acta de Mediação de Napoleão de 1803 restaurou o estatuto da Suíça como uma Confederação, e, após o final do período napoleónico, a Confederação Suíça passou por um período turbulento que culminou numa curta guerra civil em 1847 e a criação de uma constituição federal em 1848.
A história da Suíça desde 1848 tem sido marcada maioritariamente por sucessos e prosperidade. A industrialização transformou a sua economia tradicional baseada na agricultura e a neutralidade da Suíça durante ambas as guerras mundiais, assim como o sucesso da sua industria bancária ajudaram a elevar a Suíça até ao seu estatuto actual, sendo uma das economias mais estáveis do mundo.
A Suíça assinou um acordo de comércio livre com a Comunidade Económica Europeia em 1972 e participou no processo de integração europeia através de tratados bilaterais, mas é conhecida principalmente por ter resistido por completo à ascensão da União Europeia (UE), apesar de estar rodeada por estados que pertencem à mesma desde 1995.

## História antiga

### Pré-história

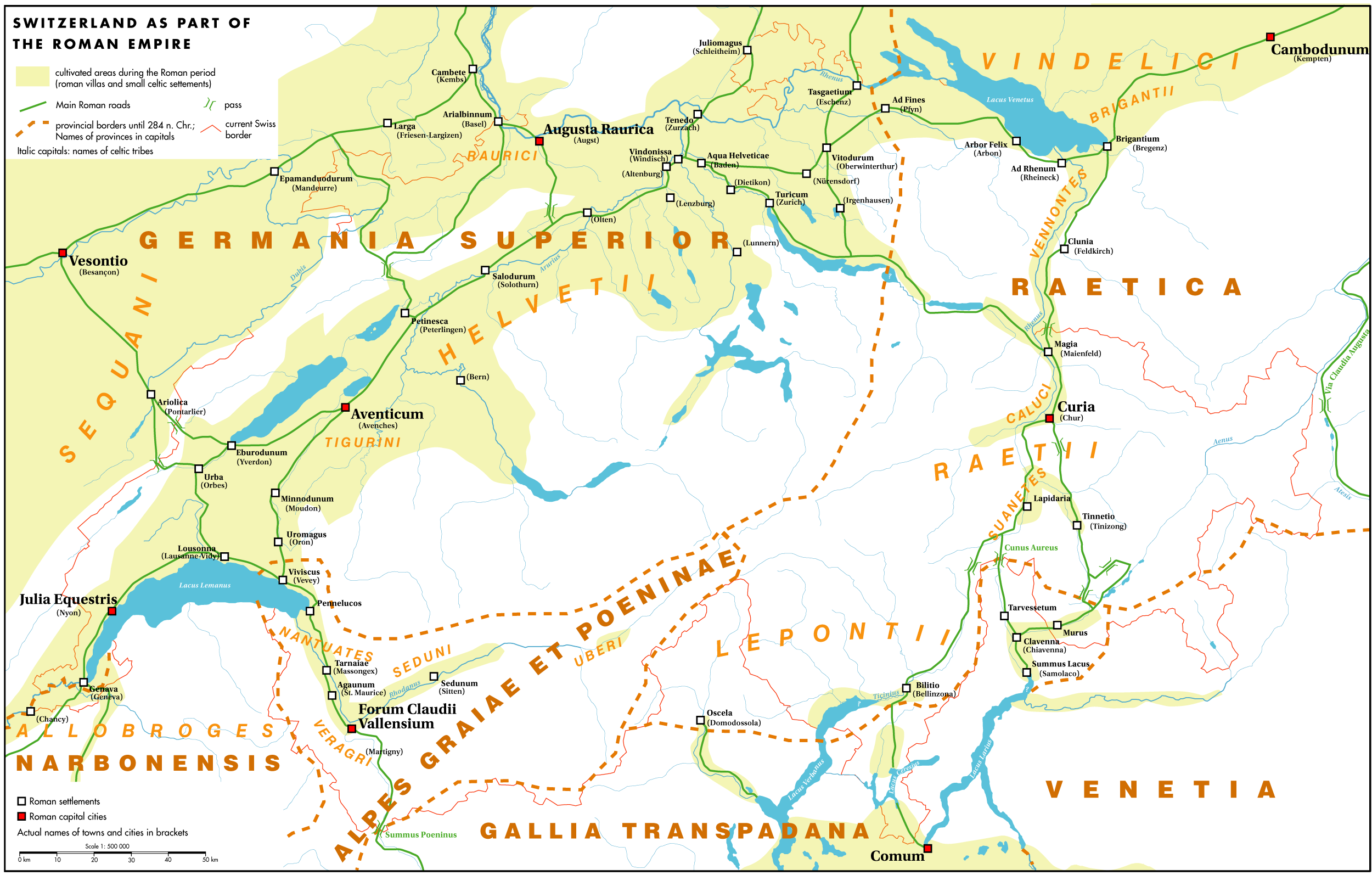
Mapa da Suíça durante o período romano.

Existem evidências arqueológicas que sugerem que povos dedicados à caça se estabeleceram ao norte dos Alpes ao final do Paleolítico há 150.000 anos atrás. Na era Neolítica, esta região estava relativamente muito povoada. Restos de construções datadas de pelo menos 3800 a.C. foram encontradas nas zonas pouco profundas de muitos lagos. Até o ano 1500 a.C., tribos de origem celta se estabeleceram nesta área. Os récios habitaram na zona leste enquanto que os helvéticos assentaram-se no oeste

### Antiguidade
No ano 58 os helvécios tentaram invadir a pressão migratória das tribos germânicas mudando-se para a Gália, mas foram derrotados na batalha de Bibracte pelas legiões de Júlio César e enviados de volta. A região alpina foi integrada ao Império Romano e se romanizou em grande escala durante os séculos seguintes. O centro da administração romana estava em Avêntico (Avenches). Outras cidades que foram fundadas: Arbor Félix (Arbon), Augusta Ráurica (perto da Basileia), Basileia, Chur (Coira), Genibra ou Genava (Genebra), Lausana (Lausana), Octoduro (Martigny), Saloduro (Soleura), Túrico (Zurique). 
Em 259, as tribos dos bárbaros germânicos sobrepassaram os limites da fronteira com o Império romano, criando colônias no território suíço.
Os primeiros bispados cristãos foram fundados no século IV. Com a queda do Império Romano entraram as tribos germânicas na zona. Os Burgúndios se estabeleceram no oeste, enquanto que no norte os alemães forçaram lentamente à população celto-romana a retirar-se às montanhas. Os burgúndios formaram parte do reino dos francos em 534. Dois anos mais tarde, o ducado dos alemães seguiu seu caminho. Na região sob controle alemão, só permaneceram comunidades cristãs isoladas. A missão hiberno-escocesa reintroduziu a fé cristã no início do século VII.

### Período medieval

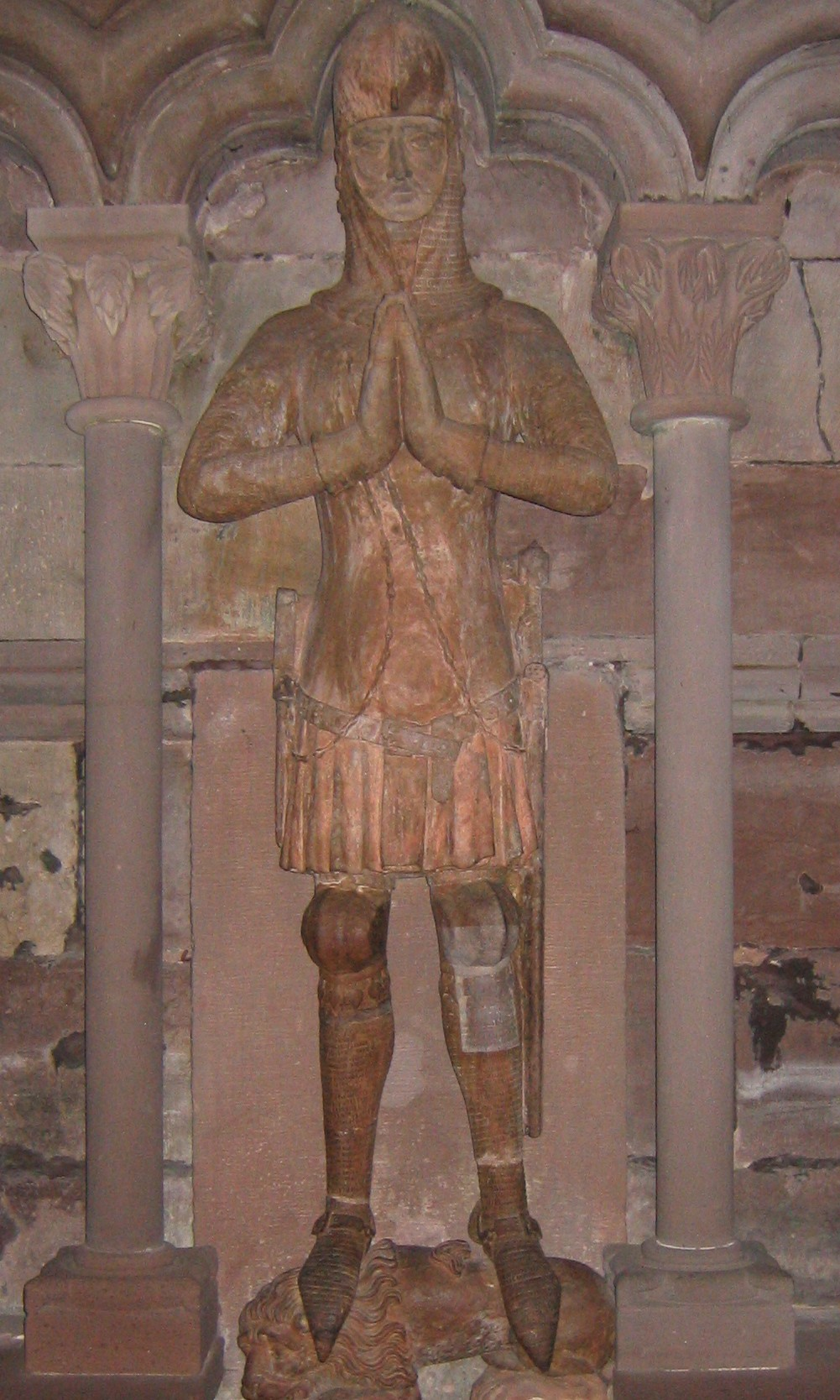
A suposta sepultura de Bertoldo V, o último duque de Zähringen, no Mosteiro de Friburgo.

Sob o reinado dos reis carolíngios, o feudalismo proliferou, e os mosteiros e bispados constituíram-se em bases importantes para manter o poder. O Tratado de Verdun de 843 outorgou a alta Borgonha (a parte ocidental da Suíça atual) a Lorena e o Reino Alemão (a parte oriental) ao reino oriental de Luís o Germânico, que formaria parte do Sacro Império Romano Germânico.
No século X, quando o reinado dos carolíngios enfraqueceu, os magiares destruíram a cidade de Basileia em 917 e São Galo em 926. Só depois de o rei Otão I vencer os magiares em 955, na Batalha de Lechfeld, é que os territórios suíços voltaram a ser integrados no império.
No século XII, os duques de Zähringen receberam autoridade para governar parte dos territórios burgúndios que englobavam grande parte da zona ocidental da Suíça moderna. Fundaram muitas cidades, incluindo Friburgo em 1157 e Berna em 1191. A dinastia Zähringen terminou com a morte de Bertoldo V em 1218, e as suas cidades tornaram-se, subsequentemente, reichsfrei (essencialmente uma cidade-estado dentro do Sacro Império Romano-Germânico), enquanto que os duques de Kyburg entraram em competição com a Casa de Habsburgo pelo controlo das regiões rurais que faziam parte do antigo território dos Zähringer.
Sob o governo dos Hohenstaufen, os passos alpinos em Raetia e o Passo de São Gotardo ganharam importância. Este último, principalmente, tornou-se uma rota directa importante para atravessar as montanhas. O cantão de Uri (em 1231) e o cantão de Schwyz (em 1240) passaram a ser reichsfrei de modo a conceder ao império um acesso directo ao passo da montanha. Nesta época, grande parte do território de Unterwalden pertencia a mosteiros que, no passado, se tinham tornado reichsfrei.
A extinção da dinastia Kyburg abriu caminho para que os Habsburgos passassem a controlar grande parte dos territórios a sul do Reno, o que os ajudou a subir ao poder. Rudolfo de Habsburgo, que se tornou rei da Alemanha em 1273, revogou o estatuto de Reichsfreiheit aos "Cantões Florestais" de Uri, Schwyz, e Unterwalden. Os Cantões Florestais perderam assim o seu estatuto independente e passaram estar sob a protecção do Sacro Império Romano-Germânico.

## Antiga Confederação (1300 - 1798)

### Alta Idade Média

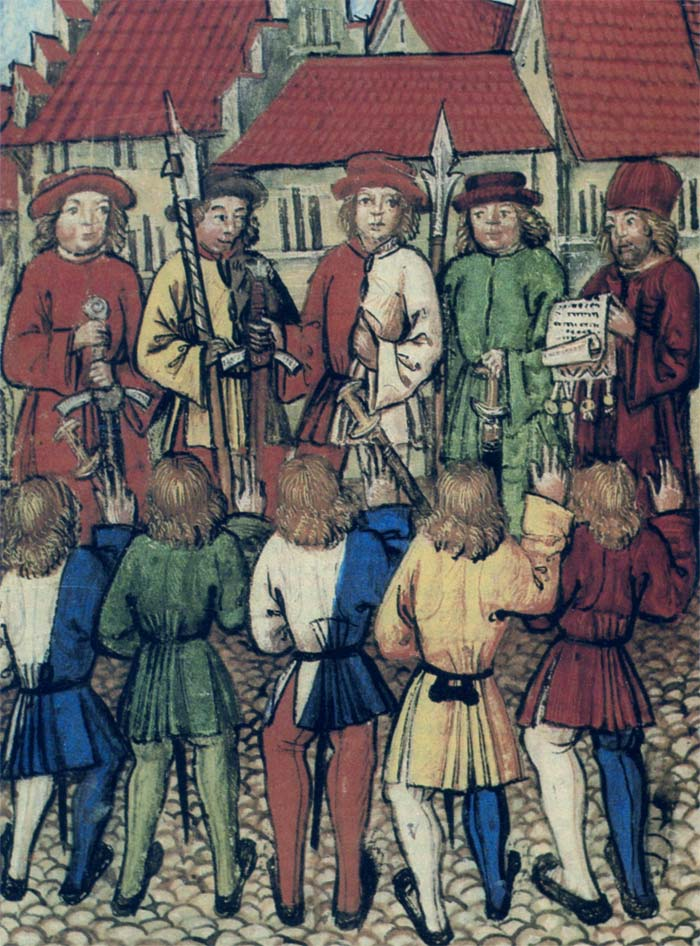
Habitantes de Zurique a jurar aliança à Confederação Helvética perante os seus representantes em 1351.

A história da Suíça propriamente dita começa a 1 de Agosto de 1291, com os habitantes de Uri, Schwyz e Unterwalden a unirem-se contra os Habsburgos da Áustria, através da Bundesbrief (Carta de Aliança). A união destes três cantões era denominado Waldstätte e habitado principalmente por camponeses, servos e nobres. Este permaneceu durante muito tempo sobre a proteção do Sacro Império Romano-Germânico, até à subida dos Habsburgos ao poder.
Em 1318, os Habsburgos e Waldstätte assinaram um tratado de paz, depois da Batalha de Morgarten. Em 1332, Lucerna foi recebida como aliada. Este pequeno povoado foi estrategicamente importante, pois permitiu a navegação no Lago dos Quatro Cantões, que passou a pertencer à Confederação.
Três anos depois, Zurique revoltou-se contra o poder dos Habsburgos, embora só aderisse à Confederação em 1351. Esta foi um dos mais importantes aliados, pois Zurique detinha uma população de 12000 habitantes, uma das maiores da região, na altura.
Em 1352, os Habsburgos declaram guerra a Zurique, e a Confederação invade Glarus e Zug. Estes pedem auxilio aos Habsburgos, mas foram ignorados, pois os Habsburgos diziam que o território seria reconquistado rapidamente. Rapidamente, Glarus e Zug aliam-se à Confederação. Estes tiveram de ser restituídos aos Habsburgos, mas Zug foi devolvida à Confederação em 1365 e Glarus em 1388.
A Confederação continuou a crescer: a cidade (mas não o cantão) de Appenzell em 1411, São Galo em 1412, Friburgo, Solothurn, as cidades de Basileia e Schaffhausen em 1501 e em 1513 o Cantão de Appenzell. No entanto, a independência formal só ocorreu em 1648.
Existem ainda duas lendas sobre a independência da Suíça: Guilherme Tell e o Juramento do Rütli.

### Reforma religiosa
A Reforma Religiosa na Suíça começou em 1523, sob a liderança de Huldrych Zwingli, um padre da Grossmünster de Zurique desde 1518. Zurique converteu-se ao protestantismo, sendo seguida por Berna, Basileia e Schaffhausen, enquanto que Lucerna, Uri, Schwyz, Nidwalden, Zug, Friburgo e Soleura continuaram a ser cantões católicos. Glarus e Appenzell ficaram divididos. Esta situação causou várias guerras religiosas entre os cantões (as chamadas Kappelerkriege) em 1529 e 1531, uma vez que cada um dos cantões tornou a religião oposta à sua ilegal e foram criados duas dietas, uma protestante que se reunia em Aarau e uma católica que se reunia em Lucerna (além da dieta formal que ainda se reunia, normalmente em Baden), mas, mesmo assim, a Confederação sobreviveu.